# San Fernando (La Union)
San Fernando, ilo. Ciudad ti San Fernando, pan. Siyudad na San Fernando, tag. Lungsod ng San Fernando – miasto na Filipinach, na środkowo-zachodnim wybrzeżu wyspy Luzon, ośrodek administracyjny prowincji La Union w regionie Ilocos. Około 102 tys. mieszkańców.